# Hajdú-Bihar vármegyei 6. sz. országgyűlési egyéni választókerület
A Hajdú-Bihar vármegyei 6. számú országgyűlési egyéni választókerület egyike annak a 106 választókerületnek, amelyre a 2011. évi CCIII. törvény Magyarország területét felosztja, és amelyben a választópolgárok egy-egy országgyűlési képviselőt választhatnak. A választókerület nevének szabványos rövidítése: Hajdú-Bihar 06. OEVK. Székhelye: Hajdúböszörmény

## Területe
A választókerület az alábbi településeket foglalja magába:
1. Balmazújváros
2. Folyás
3. Görbeháza
4. Hajdúböszörmény
5. Hajdúdorog
6. Hajdúnánás
7. Polgár
8. Tiszagyulaháza
9. Újszentmargita
10. Újtikos

## Országgyűlési képviselője
| Név             | Párt                                         | Párt        | Terminus | Megjegyzés                                   |
| --------------- | -------------------------------------------- | ----------- | -------- | -------------------------------------------- |
| Dr. Tiba István |                                              | Fidesz-KDNP | 2014 –   | A 2014-es országgyűlési választás eredménye: |
| Dr. Tiba István | A 2018-as országgyűlési választás eredménye: | Fidesz-KDNP | 2014 –   |                                              |
| Dr. Tiba István | A 2022-es országgyűlési választás eredménye: | Fidesz-KDNP | 2014 –   |                                              |

## Demográfiai profilja
| Iskolai végzettség                | Iskolai végzettség               | Iskolai végzettség | Iskolai végzettség | Iskolai végzettség |
| --------------------------------- | -------------------------------- | ------------------ | ------------------ | ------------------ |
|                                   |                                  |                    |                    | fő                 |
| Általános iskolát nem végezte el  | Általános iskolát nem végezte el |                    | 2338               | 2338               |
| Általános iskola                  | Általános iskola                 |                    | 16104              | 16104              |
| Szakmunkás                        | Szakmunkás                       |                    | 19266              | 19266              |
| Érettségi                         | Érettségi                        |                    | 21361              | 21361              |
| Diploma                           | Diploma                          |                    | 9232               | 9232               |
| A 2022. évi népszámlálás szerint. |                                  |                    |                    |                    |

A Hajdú-Bihar vármegyei 6. sz. választókerület lakónépessége 2022. október 1-jén 84 016 fő volt. A 2011-es és a 2022-es népszámlálás között 5232 fővel csökkent a választókerület lakosság száma. A választókerületben a korösszetétel alapján a legtöbben a középkorúak élnek 29 206 fővel, míg a legkevesebben a gyermekek 15 715 fővel. A választókerület lakosságának a 80,1%-nál van internet elérési lehetőség.
A legmagasabb befejezett iskolai végzettség szerint az érettségi végzettséggel rendelkezők élnek a legtöbben 21 361 fő, utánuk a következő nagy csoport a szakmunkások 19 266 fővel.
Gazdasági aktivitás szerint a lakosság közel fele foglalkoztatott 39 437 fő, második legjelentősebb csoport az inaktív keresők, akik főleg nyugdíjasok 21 269 fővel.
A választókerület legjelentősebb nemzetiségi csoportja a cigány 1796 fő, illetve a német 291 fő. Magyar állampolgársággal nem rendelkező külföldi állampolgárok aránya 0,4%.
Vallási összetétel szerint a választókerületben lakók legnagyobb vallása a református (13 269 fő), valamint jelentős közösség még a római katolikus (4990 fő). A vallási közösséghez nem tartozók száma szintén jelentős (19 093 fő), a választókerületben a második legnagyobb csoport a református vallás után.

## Országgyűlési választások

### 2022
|                                          | A jelölt neve          | Jelölő szervezet(ek)                  | Kapott érvényes szavazat | %      |
| ---------------------------------------- | ---------------------- | ------------------------------------- | ------------------------ | ------ |
| 1.                                       | Dr. Tiba István        | Fidesz-KDNP                           | 26 062                   | 58,19% |
| 2.                                       | Hegedüs Péter          | DK-Jobbik-Momentum-MSZP-LMP-Párbeszéd | 13 929                   | 31,10% |
| 3.                                       | Nagy Zoltán            | Mi Hazánk                             | 3 504                    | 7,82%  |
| 4.                                       | Andorkó László         | MEMO                                  | 641                      | 1,43%  |
| 5.                                       | Vargáné Fülöp Erzsébet | Normális Párt                         | 468                      | 1,04%  |
| A további 1 jelölt nem érte el az 1%-ot. |                        |                                       |                          |        |

### 2018
|                                                  | A jelölt neve   | Jelölő szervezet(ek) | Kapott érvényes szavazat | %      |
| ------------------------------------------------ | --------------- | -------------------- | ------------------------ | ------ |
| 1.                                               | Dr. Tiba István | Fidesz-KDNP          | 21 843                   | 48,91% |
| 2.                                               | Demeter Pál     | Jobbik               | 12 227                   | 27,38% |
| 3.                                               | Csige Tamás     | MSZP-Párbeszéd       | 7 914                    | 17,72% |
| 4.                                               | Tóth Tamás      | LMP                  | 1 333                    | 2,99%  |
| 5.                                               | Kovács Roland   | Momentum             | 483                      | 1,08%  |
| A további 13 jelölt egyike sem érte el az 1%-ot. |                 |                      |                          |        |

### 2014
|                                                  | A jelölt neve         | Jelölő szervezet(ek)  | Kapott érvényes szavazat | %      |
| ------------------------------------------------ | --------------------- | --------------------- | ------------------------ | ------ |
| 1.                                               | Dr. Tiba István       | Fidesz-KDNP           | 18 982                   | 47.65% |
| 2.                                               | Kulcsár Gergely       | Jobbik                | 10 828                   | 27.18% |
| 3.                                               | Kathiné Juhász Ildikó | MSZP-EGYÜTT-DK-PM-MLP | 7 174                    | 18.01% |
| 4.                                               | Weiser Írisz Vica     | LMP                   | 1 136                    | 2.85%  |
| A további 16 jelölt egyike sem érte el az 1%-ot. |                       |                       |                          |        |